# Каракашлинское сельское поселение
Каракашлинское сельское поселение — муниципальное образование (сельское поселение) в Ютазинском районе Татарстана.
Административный центр — село Каракашлы.

## История
Каракашлинский сельский совет в составе Сумароковской волости Бугульминского уезда Самарской губернии был образован в 1917 году.
С 1924 года — в составе Байрякинской волости Бугульминского кантона ТАССР.
С 1930 года — в составе Бавлинского района ТАССР.
С 1935 года — в составе Ютазинского района ТАССР.
В 1959 году объединен с Кировским сельсоветом.
С 1963 года — в составе Бугульминского района ТАССР.
С 1965 года — в составе Бавлинского района ТАССР.
С 1991 года — в составе Ютазинского района Республики Татарстан.

## Населённые пункты
В состав сельского поселения входят 6 населённых пунктов:
- село: Каракашлы.
- деревни: Салкын-Чишма, Ак-Чишма.
- посёлки: Урал, железнодорожного разъезда Каракашлы, железнодорожного разъезда Байрякино.

## Население
| 2010  | 2011  | 2012  | 2013  | 2014  | 2015  | 2016  |
| ----- | ----- | ----- | ----- | ----- | ----- | ----- |
| 1118  | ↘1116 | ↘1113 | ↘1094 | ↘1081 | ↘1037 | ↘1012 |
| 2017  | 2018  |       |       |       |       |       |
| ↗1018 | ↘986  |       |       |       |       |       |